# Шубарсу
Шубарсу́ (каз. Шұбарсу) — село у складі Ордабасинського району Туркестанської області Казахстану. Адміністративний центр та єдиний населений пункт Шубарсуського сільського округу.
Село засноване 2001 року шляхом перетворення дачного масиву.
Населення — 32390 осіб (2021; 16350 у 2009).